# Чамба, Мерием Сулеймановна
Мерием Сулеймановна Чамба (1928 год, село Батум-Орта, АССР Аджаристан, ССР Грузия — 2017 год, Батуми, Грузия) — колхозница колхоза имени Тельмана Батумского района Аджарской АССР, Грузинская ССР. Герой Социалистического Труда (1949).

## Биография
Родилась в 1928 году в крестьянской семье в селе Батум-Орта (сегодня — северный пригород Батуми, село Ортабатуми Хелвачаурского муниципалитета). Окончила неполную среднюю школу, после трудилась кладовщицей, сборщицей чайного листа на чайной плантации колхоза имени Тельмана Батумского района.
В течение нескольких лет показывала выдающиеся трудовые результате в чаеводстве. В 1948 году собрала 6282 килограмм чайного листа на участке на участке площадью 0,5 гектара. Указом Президиума Верховного Совета СССР от 29 августа 1949 года удостоена звания Героя Социалистического Труда за «получение высоких урожаев сортового зелёного чайного листа и цитрусовых плодов в 1948 году» с вручением ордена Ленина и золотой медали «Серп и Молот» (№ 4513).
Этим же Указом званием Героя Социалистического Труда были также награждены труженицы совхоза имени Тельмана Асия Хусейновна Беридзе и Зера Ахмедовна Чамба.
Проживала в селе Ортабатуми (в советское время вошло в городские границы Батуми под названием Чаисубани). Умерла в 2017 году.